# Miscogasteriella jayasreeae
Miscogasteriella jayasreeae är en stekelart som beskrevs av Sureshan 1999. Miscogasteriella jayasreeae ingår i släktet Miscogasteriella och familjen puppglanssteklar. Inga underarter finns listade i Catalogue of Life.